# Haffouz (delegación)
Haffouz es una delegación de la gobernación de Cairuán en Túnez. En abril de 2014 tenía una población censada de 40 066 habitantes.
Se encuentra ubicada en el centro del país, al sur de la capital, Túnez, y al oeste de la costa del mar Mediterráneo.